# Неда Неждана
Надія Леонідівна Мірошниченко (Неда Неждана) (8 червня 1971, Краматорськ Донецької області) — українська поетеса, драматург, журналістка, культуролог, арткритик, перекладачка. Керівниця відділу драматургічних проєктів Національного Центру театрального мистецтва імені Леся Курбаса. Завідувачка кафедри сценічного мистецтва Київського Міжнародного університету. Голова Конфедерації драматургів України. Голова українського комітету і віцепрезидентка міжнародної мережі «Євродрама» (Франція). Патронеса України на бієнале «Нові європейські п'єси» у Вісбадені (Німеччина).

## Життєпис
Народилася 8 червня 1971 року в Краматорську Донецької області. Закінчила Київську художню школу, Київський лінгвістичний університет (французька філологія, диплом із відзнакою) та Києво-Могилянську академію (культурологія). Навчалася і працювала у Центрі Сучасної експериментальної драматургії А. Дяченка.
Працювала журналісткою в агентстві УНІАН, завідувачкою віділу театру журналу «Кіно-Театр», друкувалася в періодиці («Дзеркало тижня», «Урядовий кур'єр», «ПІК», «Літературна Україна», «Хрещатик» тощо), завлітом Київського обласного театру ім. П. Саксаганського, сценаристкою радіосеріалу «Життя відстанню в 10 хвилин» (Освітній Центр Реформ), сценарною редакторкою серіалу «Любов — це…» (Західно-Європейський Інститут). Була однією з засновників театрального інтернетсайту «Віртеп», зокрема упорядницею драматургічної бібліотеки.
Із 2001 року — наукова співробітниця Центру театрального мистецтва імені Леся Курбаса, кураторка драматургічних проєктів, захистила кандидатську дисертацію «Структуротвірна роль міфу у сучасній українській драмі» (теорія літератури). Брала участь в науково-практичних конференціях та семінарах. Має понад 20 наукових публікацій і понад 70 аналітичних у журналах, газетах і книгах України та за її межами (Польща, Франція, Німеччина, Велика Британія).
Одна із співзасновників незалежного театру і Київської театру-студії МІСТ. Викладала теорію і практику драматургії на кафедрі теорії літератури, компаративістики і літературної творчості в КНУ імені Т.Шевченка, КДУ імені Б.Грінченка, НАКККІМ.
Із 2013 — голова українського комітету мережі Євродрами Дому Європи і Сходу в Парижі (Франція).
Твори перекладено російською, польською, англійською, французькою, вірменською, грузинською, болгарською, македонською, естонською, сербською, португальською, німецькою, турецькою, курдською мовами.

## Творчий доробок

### Поетичні збірки
«Дерева і люди» та «Котивишня» (премія видавництва «Смолоскип»), численних публікацій віршів, перекладів та прози в журналах та антологіях («Березіль», «Дніпро», «Україна», «Літературна Україна», «Лель», «Світо-Вид», «Київ», «Молоде вино», «Могила» тощо).

### Драматургія
Авторка 25 оригінальних п'єс: «Дирижабль», «Одинадцята заповідь, або Ніч блазнів», «Колона черепах», «І все-таки я тебе зраджу», «Той, що відчиняє двері», «Зачаклований ховрашок», «Зоряна мандрівка», «Мільйон парашутиків», «Химерна Мессаліна», «Оноре, а де Бальзак?» (у співавторстві з О. Миколайчуком), «Свято мертвого листя», «Самогубство самоти», «Коли повертається дощ», «Заблукані втікачі», «Потойбіч кохання», «Угода з ангелом», «Голос тихої безодні», «Мандрівка у Віртуляндію», «Пригоди у Шоколяндії», «Майдан Інферно», «Кицька на спогад про темінь», «Загублені в тумані», «Otvetka@ua», «Час чорного сонця», «Не така як треба, або Дощ в акваріумах площ» а також 8 за мотивами прози — мюзикли «Маленький принц» за А. де Сент-Екзюпері, «Пригоди Піноккіо» за К. Коллоді, «Аладін і Джин» за народною казкою, «Повернення в ніколи» за «Тарас Бульба» М. Гоголя, «Апостол черні» і «В неділю рано зілля копала» за О. Кобилянською, «Срібний павук» за В. Кожелянко, «Обіцянка на світанку» за Р. Гарі.
Авторка кіно- і телесценаріїв «Сентиментальне полювання за тінню», «Майже як люди», серіалів «Заручники землі і неба» (у співавторстві, Україна-Ірак), «Чужі помилки» (у співавторстві), радіосеріалу «Життя відстанню в 10 хвилин» (у співавторстві). За сценаріями здійснені кіно, радіо та естрадні постановки.
Переклала українською французьку поезію (Жак Превер, Рене Шар), понад 10 французьких драматичних творів («Загадкові варіації» Е.-Е. Шмітта, М. Вішнєк, Р. де Вос, Ж. Моклер, Жозіан Баласко, Марі-Анн Шазель, Крістьян Клав'є, Жерар Жюньо, Тьєррі Лермітт, Брюно Мойно), а також із російської (Т. Розумовська, В. Глейзер) і білоруської (С. Кавальов) мов. Упорядник і один із авторів драматургічних антологій «У чеканні театру» (1998), «У пошуку театру» (2003), «Наша Драма» (2003), «Страйк ілюзій» (2004), «Потойбіч паузи» (2005), «Сучасна українська драматургія» (2, 3 випуски), «13 сучасних українських п'єс» (2014), «Таїна буття» (2014), «Майдан. До і після» (2015), «Голос тихої безодні та інші голоси» (2016), «Драмовичок» (2017), «Лабіринт із криги та вогню» (2019), «Часо&Простір» (2020), збірників «Авансцена» (2012) і «Авансцена-Євродрама» (2018). Упорядник і один з перекладачів антології «Новітня французька п'єса» (2003), упорядник серії в антології «Новітня сербська п'єса» (2006, проєкт «Світова драматургія. Діалог театральних культур», Центру Леся Курбаса). Співзасновник драматургічного Інтернет-сайту «Драма&Світ».
П'єси мають понад 100 сценічних втілень в Україні (Біла Церква, Дніпро, Київ, Кременчук, Луганськ, Луцьк, Одеса, Львів, Маріуполь, Миколаїв, Рівне, Сєверодонецьк, Тернопіль, Ужгород, Херсон, Чернівці) та за її межами. Фахова реалізація творів (публікації, сценічні читання, постановки, участь у фестивалях) відбувалися в Україні, Білорусі, Росії, Польщі, Вірменії, Грузії, Естонії, Литві, Сербії, Македонії, Швеції, Німеччині, Франції, Косово, Іраку, Португалії, США, Австралії, Туреччині, Киргизстані, ПАР.
Авторка драматургічної збірки «Провокація іншості» (Український письменник, Київ, 2006).

## Книги
- Неждана, Неда. Котивишня Котивишня [Текст]: зб. віршів / Н. Неждана ; авт. предисл. Б. Жолдак. — К. : Смолоскип, 1996. — 108 с. — ISBN 0-914834-96-7
- Неждана, Неда. Провокація іншості: п'єси / Неда Неждана. — К.: Український письменник, 2008. — 227 с.
- Голос тихої безодні та інші голоси. Антологія сучасної української монодрами: моноп'єси / упоряд. Н. Мірошниченко ; МоноЛІТ. — Київ: Фенікс, 2016. — 319 с. — 500 прим. — ISBN 978-966-136-395-2

## Відзнаки
Лавреатка:
- премії Миколи Кравця (1995),
- літературної премії видавництва «Смолоскип» (1995),
- премії фестивалю сучасної драматургії (1999),
- премії Всеукраїнського конкурсу молодих митців «СтАрт» (2003),
- премії в номінації драматургії на Бієнале актуальних мистецтв (2004),
- міжнародного фестивалю молодих драматургів «Любимовка» (Москва).

Також лавреатка і призерка численних Усеукраїнських та міжнародних театральних фестивалів в Україні (Одеса, Кривий Ріг, Херсон, Харків, Львів, Дніпропетровськ, Чернігів, Краматорськ, Київ) та за її межами (Литва, Білорусь, Росія, Вірменія, Швеція, Косово, Німеччина, Франція).
- П'єси «Той, що відчиняє двері», «Мільйон парашутиків», «Коли повертається дощ» і «Самогубство самоти» включені до каталогів найкращих п'єс Європи «Європейський театр сьогодні: п'єси» (2004, 2006, 2008) та «Європейської театральної конвенції» (2012).

Із 2012 року — патронеса України на найбільшому європейському фестивалі сучасної драми бієнале «Нові європейські п'єси» у Вісбадені (Німеччина).
У 2012 році стала однією з переможців конкурсу і учасницею Світової Конференції Жінок Драматургів у Стокгольмі (Швеція).
У 2014 році отримала грант на письменницьку резиденцію і здійснення проєкту «драматичного діалогу» Регіону Іль де Франс у Парижі (Франція).
У 2015 році п'єса «Майдан Інферно» стала першою українською п'єсою, опублікованою французькою мовою у видавництві «Еспас д'ен Інстан» (Париж). Відбулися сценічні читання і виконання на сцені французькими акторами в межах фестивалю «Європа театрів» у Домі Європи і Сходу в Парижі, а сценічна версія у Ліоні в рамах фестивалю «Етранж Етранжи» і вистава театральної компанії «Колапс» у копродукції зі Світовим фестивалем маріонеток у Шарлевіль-Мезьєрі (Франція).
У 2017 — «Заблукані втікачі» отримали відзнаку журі міжнародного конкурсу «Дні драматургів» у Ліоні (Франція).
Книга «Провокація іншості» отримала Грант Президента України (2006).

## Громадська позиція
У червні 2018 року записала відеозвернення на підтримку ув'язненого у Росії українського режисера Олега Сенцова